# Oberperfuss
Oberperfuss est une commune autrichienne du district d'Innsbruck-Land dans le Tyrol.

## Histoire
L'église baroque du village a été érigée en 1729.

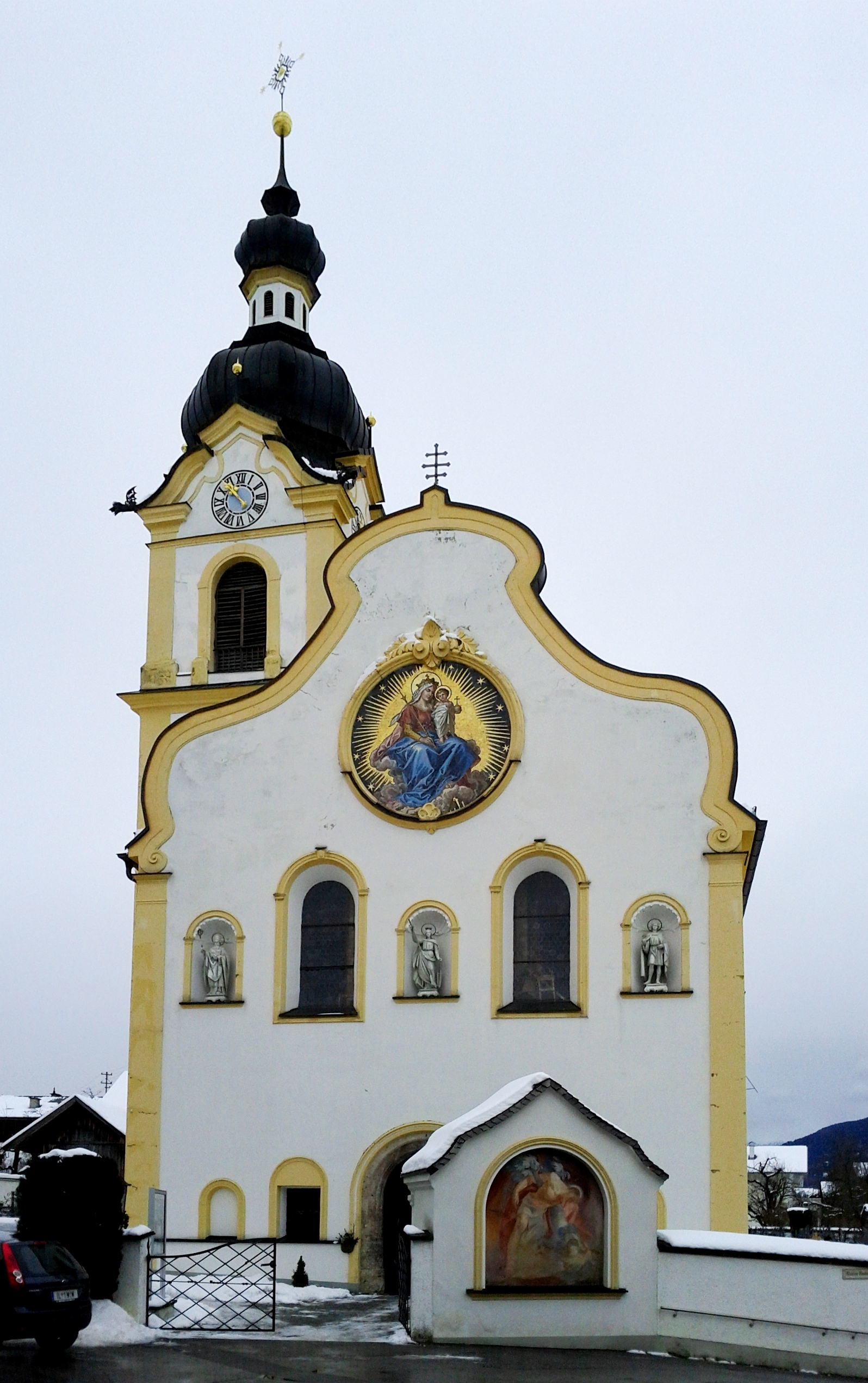
L'église catholique du village.